# Ernest W. Roberts

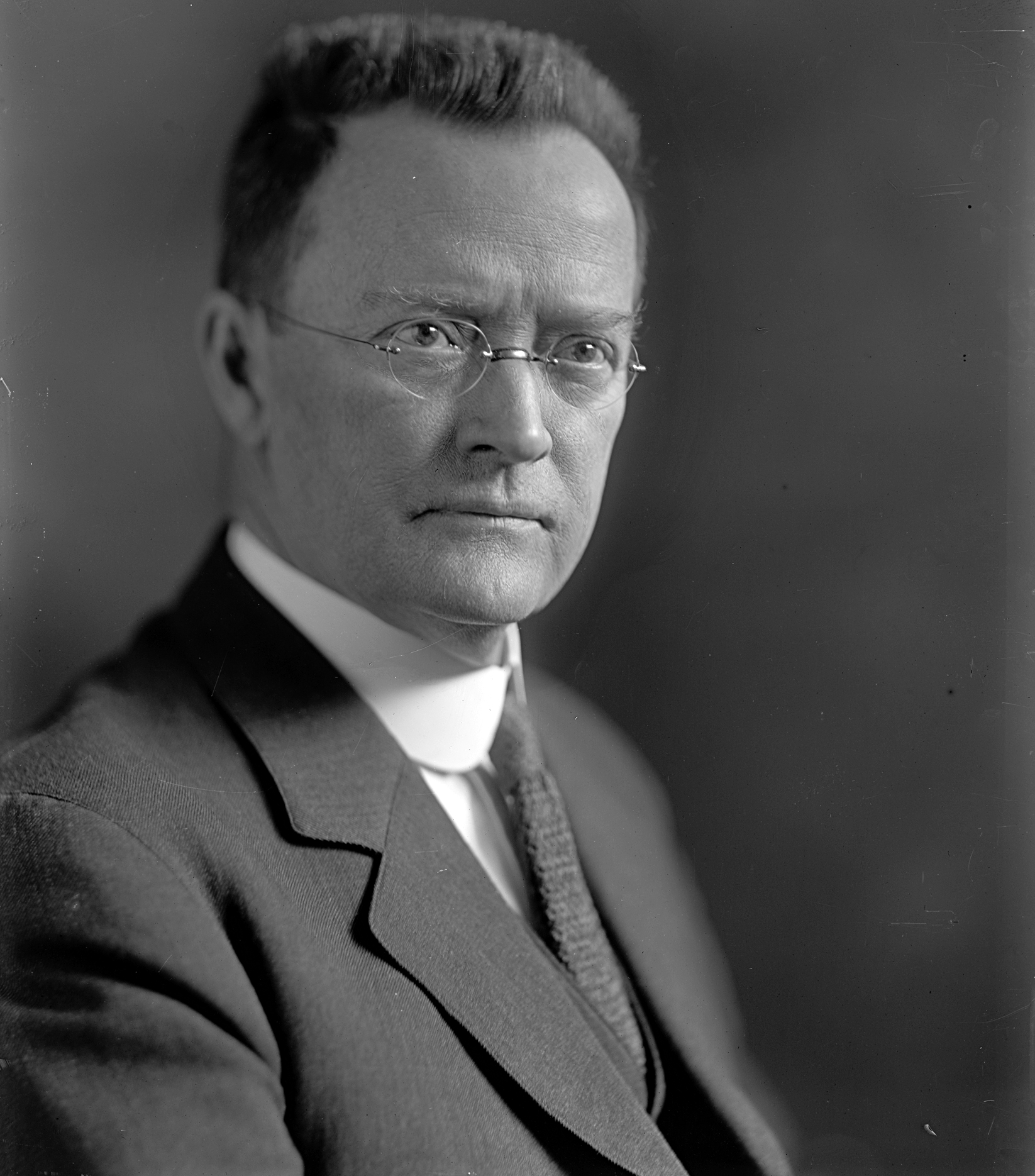
Ernest W. Roberts

Ernest William Roberts (* 22. November 1858 in East Madison, Somerset County, Maine; † 27. Februar 1924) war ein US-amerikanischer Politiker. Zwischen 1899 und 1917 vertrat er den Bundesstaat Massachusetts im US-Repräsentantenhaus.

## Werdegang
Ernest Roberts besuchte die öffentlichen Schulen in Chelsea und danach bis 1877 die Highland Military Academy in Worcester. Nach einem anschließenden Jurastudium an der Boston University und seiner 1881 erfolgten Zulassung als Rechtsanwalt begann er in Boston in diesem Beruf zu arbeiten. Gleichzeitig schlug er als Mitglied der Republikanischen Partei eine politische Laufbahn ein. In den Jahren 1887 und 1888 saß er im Gemeinderat von Chelsea; von 1894 bis 1896 war er Abgeordneter im Repräsentantenhaus von Massachusetts. Danach gehörte er in den Jahren 1897 und 1898 dem Staatssenat an.
Bei den Kongresswahlen des Jahres 1898 wurde Roberts im siebten Wahlbezirk von Massachusetts in das US-Repräsentantenhaus in Washington, D.C. gewählt, wo er am 4. März 1899 die Nachfolge von William Emerson Barrett antrat. Nach acht Wiederwahlen konnte er bis zum 3. März 1917 neun Legislaturperioden im Kongress absolvieren. Seit 1913 vertrat er dort als Nachfolger von William Francis Murray den neunten Distrikt seines Staates. Von 1909 bis 1911 war er Vorsitzender des Ausschusses für private Landansprüche. Während seiner Zeit im Kongress wurden der 16. und der 17. Verfassungszusatz ratifiziert.
Im Jahr 1916 wurde Ernest Roberts von seiner Partei nicht mehr zur Wiederwahl nominiert. Nach dem Ende seiner Zeit im US-Repräsentantenhaus praktizierte er als Anwalt in Washington DC. Er starb am 27. Februar 1924.